# Pitch Lake

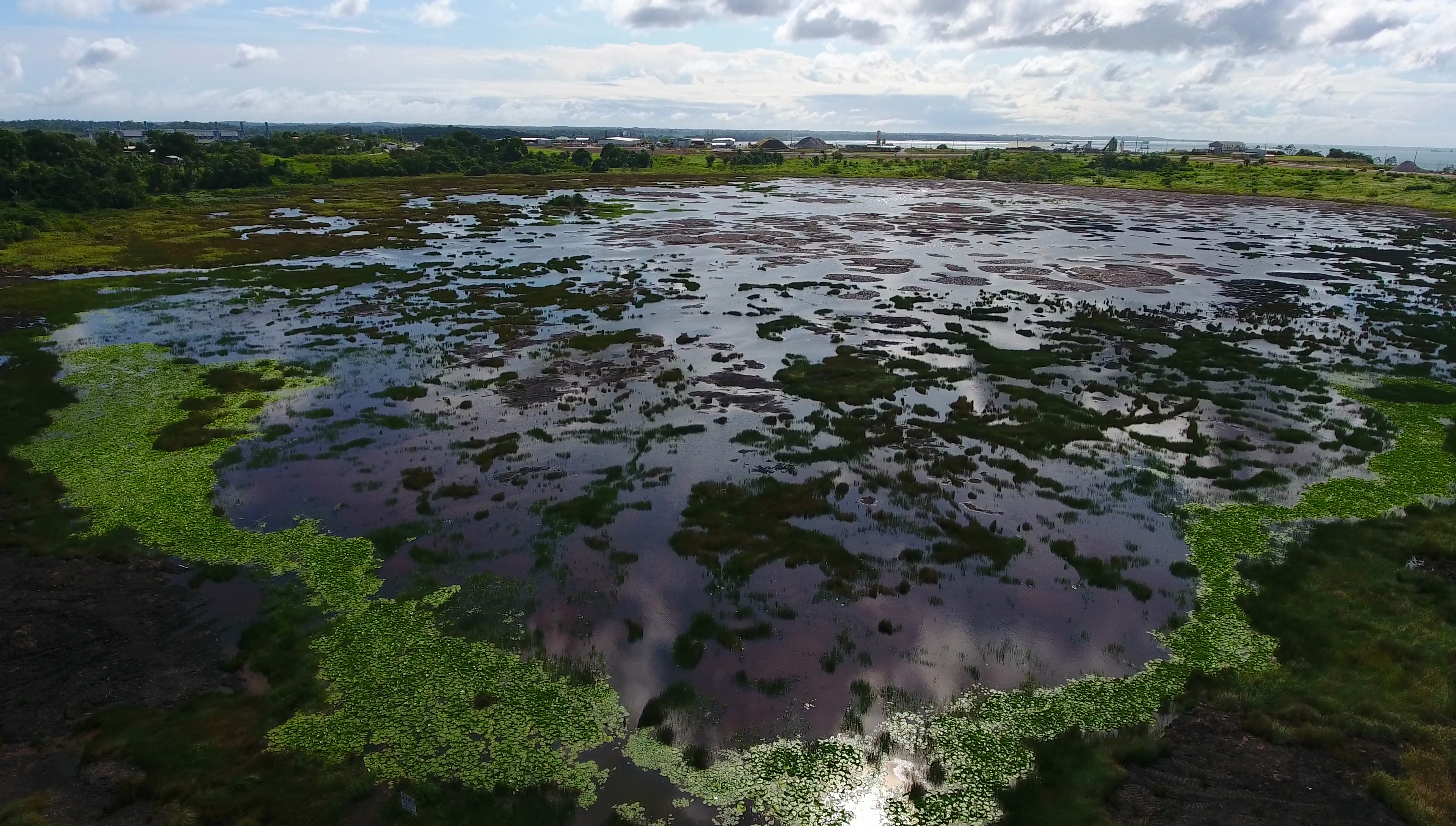
Pitch Lake

O Pitch Lake é um depósito natural de asfalto, localizado em La Brea no sudoeste da ilha de Trinidad. O lago cobre cerca de 40 hectares e possui profundidade máxima de 80 metros.